# Isthmocarpae
Isthmocarpae é um género botânico pertencente à família Fabaceae.